# Agathodes ostentalis
Agathodes ostentalis is een vlinder uit de familie van de grasmotten (Crambidae), uit de onderfamilie van de Spilomelinae. De wetenschappelijke naam van deze soort is voor het eerst gepubliceerd in 1837 door Carl Geyer.
De spanwijdte bedraagt ongeveer 3 centimeter.

## Verspreiding
De soort komt voor in:
- het Palearctisch gebied (Japan),
- het Afrotropisch gebied (Congo-Kinshasa, Zuid-Afrika, de Comoren),
- het Oriëntaals gebied (India, Sri Lanka, Bhutan[1], Nepal[1], China (Hong-Kong[1], Hainan[2]), Taiwan[3], de Filipijnen, Myanmar[1], Thailand[4], Maleisië, Indonesië (Java, Sulawesi, Sumatra),
- het Australaziatisch gebied (Nieuw-Guinea en Australië).

## Waardplanten
De rups leeft op Erythrina indica, Erythrina variegata, Erythrina vespertilio (Fabaceae) en Melodorum siamense (Annonaceae).